# Soyen
Soyen település Németországban, azon belül Bajorországban. Lakosainak száma 2992 fő (2023. december 31.).

## Népesség
A település népessége az elmúlt években az alábbi módon változott:
| Lakosok száma | 762  | 1952 | 1992 | 2717 | 2750 | 2800 | 2816 | 2894 | 2944 | 2992 |
|               | 1925 | 1970 | 1975 | 2011 | 2013 | 2014 | 2016 | 2019 | 2021 | 2023 |